# Battaglia di Porta Lame
(Lapide commemorativa)

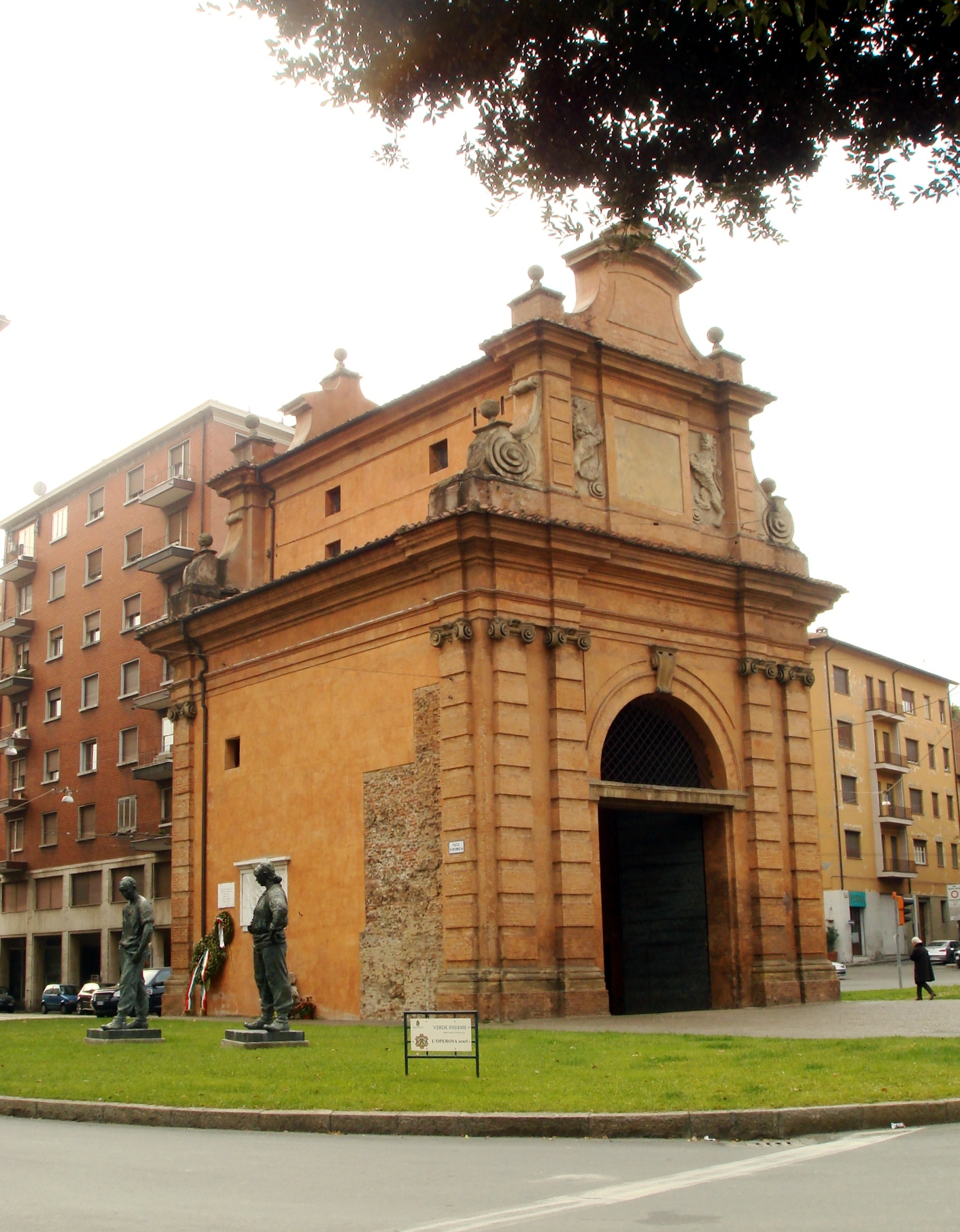
Porta delle Lame. A fianco due statue di giovani partigiani (opera di Luciano Minguzzi)

La battaglia di Porta Lame costituisce un episodio nell'ambito della resistenza italiana durante la seconda guerra mondiale.
Venne combattuta il 7 novembre 1944 nei pressi di Porta Lame a Bologna e vide impegnati da una parte contingenti provenienti dai distaccamenti della 7ª GAP e dall'altra forze della Repubblica Sociale Italiana e tedesche. Nonostante la superiorità di queste ultime, i partigiani riuscirono a sfuggire al progressivo accerchiamento delle proprie postazioni provocando poi numerose perdite tra le file nemiche.

## La situazione
Nell'autunno del 1944 le forze alleate che stavano faticosamente risalendo la penisola fronteggiavano le armate tedesche sulla linea Gotica nell'Appennino tosco-emiliano. Le forze della Resistenza presenti nei centri urbani dei territori occupati dalle truppe tedesche, incoraggiate dai recenti successi dell'esercito alleato che in estate era riuscito a forzare in più punti le posizioni fortificate nemiche e desiderose di vendicare le recenti pesanti rappresaglie nazifasciste sui civili residenti nel vicino appennino tosco-emiliano tra cui la più sanguinosa fu la strage di Marzabotto, si preparavano a vere e proprie azioni di insurrezione armata in appoggio dell'imminente sfondamento del fronte. La provincia di Bologna, in particolare, era già stata parzialmente riconquistata e la città stessa sembrava ormai prossima alla liberazione.

## La battaglia
In vista di un'azione imponente nel centro cittadino i distaccamenti della 7ª GAP avevano installato due basi, la principale (230 unità), guidata da Giovanni Martini "Paolo" con Ferruccio Magnani "Giacomo" commissario politico, nei sotterranei dell'ospedale Maggiore distrutto dai bombardamenti alleati, e una seconda di 75 unità guidata da Bruno Gualandi "Aldo" con Lino Michelini "William" commissario politico in uno stabile presso il vicolo del Macello in prossimità dell'area dell'ex porto fluviale della città. Alle 6:15 del 7 novembre, scoperta casualmente la base di via del Macello da parte dei tedeschi, ebbe inizio la prima fase dello scontro. Le forze tedesche e fasciste misero in atto un piano di attacco coordinato, spostando e restringendo il perimetro d'azione, e intensificando la pressione sui nemici con l'uso di armi a tiro lungo (mortai, pezzi da 88 mm) in più luoghi utili e protetti. Nel tardo pomeriggio venne impiegato anche un carro armato Tiger che stava operando nel vicino fronte.
Quando, dopo più di dieci ore di combattimento le truppe tedesche occuparono i locali delle basi gappiste, esse erano già state evacuate, visto che gli occupanti avevano ripiegato secondo un piano predisposto verso altre basi localizzate nella prima periferia, portando con sé armi e feriti e facendo perdere le proprie tracce grazie all'abbondante uso di fumogeni.
Contemporaneamente ebbe inizio la seconda fase della battaglia, quando le formazioni gappiste insediate tra le rovine dell'ospedale Maggiore, seguendo le direttrici di un piano tattico predisposto a questo fine, circondarono il grosso delle forze nemiche che si erano concentrate attorno al cassero di Porta Lame.
La rapidità dell'attacco simultaneo non consentì alcuna reazione ordinata da parte delle truppe tedesche. Al termine dello scontro il bilancio dei caduti sarebbe stato di 11 morti tra le file repubblichine, 2 tedeschi, di 13 appartenenti alle formazioni partigiane e 1 civile.

## Conseguenze
Nei giorni successivi allo scontro la possibilità di un'azione congiunta tra forze partigiane ed Alleate era destinata a non concretizzarsi: il 13 novembre 1944 il generale britannico Harold Alexander dichiarava con un proclama radiofonico che l'offensiva sulla linea Gotica poteva considerarsi momentaneamente esaurita. In seguito alla mancata insurrezione si registrarono diversi episodi di rappresaglia nei confronti dei partigiani: le infiltrazioni di agenti di polizia e alcune delazioni, oltre che la scoperta di altre basi gappiste, provocarono numerose perdite tra i reparti della 7ª GAP.
L'avanzata attraverso la Pianura Padana subiva quindi una battuta d'arresto che sarebbe durata fino alla primavera del 1945, quando, sotto la spinta della nuova offensiva, il contingente alleato avrebbe sfondato in maniera definitiva la linea Gotica portando alla battaglia di Bologna e alla rapida liberazione di tutto il nord Italia.

## Testimonianze
Oggi, a ricordo della battaglia, presso Porta Lame sono disposte due statue di giovani partigiani (opera di Luciano Minguzzi), forgiate con il bronzo fuso dalla statua equestre di Benito Mussolini che si trovava all'interno dell'attuale Stadio Renato Dall'Ara la quale a sua volta era stata forgiata attraverso la fusione di tre cannoni, sottratti agli austriaci durante la battaglia dell'8 agosto 1848 svoltasi a Porta Galliera.
Oltre ad esse una lapide commemorativa ricorda i nomi dei caduti dello schieramento partigiano.